# Kai Hermann
Pour les articles homonymes, voir Hermann.
Kai Hermann est un journaliste allemand né en 1938. Après avoir collaboré aux magazines, Die Zeit, Der Spiegel, Twen, et au Stern, il a publié plusieurs ouvrages dont notamment La révolte des étudiants et Intervention décisive à Mogadiscio. Il est aussi le coauteur de Moi, Christiane F., 13 ans, droguée, prostituée..., avec l'aide de Horst Rieck.
Il est lauréat du prix Theodor Wolff, et titulaire de la médaille Carl von Ossietzky.